# .im
.imは国別コードトップレベルドメイン（ccTLD）の一つで、イギリス領のマン島に割り当てられている。マン島政府が管理し、インターネットサービスプロバイダのDomiciliumが運営している。
2006年7月1日から、世界中の誰でも.imの登録ができるようになった。.imの直下に1文字か2文字か3文字のドメイン名をつけることができ、ドメインハックが起きる可能性が生じた。Pidgin、Yahoo!メッセンジャー、Coccinella、Meebo等のインスタントメッセージを運営する企業の間で人気となった。また、短いドメイン名が豊富に存在したため、個人での登録も多い。
現在は、3文字以上のドメインの登録には年間£40.00を要するが、portal.im等を通すと、安く購入することができる。2文字のドメイン名は£495.00、1文字のドメイン名は£995.00で手に入る。